# BELEX15
Le BELEX15 est le principal indice de la Bourse de Belgrade. Il décrit l'évolution des actions de 15 entreprises serbes de référence, choisies en fonction du degré d'ouverture de leur capital. La définition initiale et la méthode de calcul de l'index ont été mises en place en septembre 2005. Une nouvelle méthode de calcul a été instaurée en mars 2007, l'ajustant sur les index des places financières internationales les plus importantes.

## Composition
La liste des sociétés entrant dans l'indice BELEX15 est revue trimestriellement. Lors de la révision du 31 décembre 2015, la composition était la suivante :
| Entreprise             | Secteur              | Symbole | Poids (%) |
| ---------------------- | -------------------- | ------- | --------- |
| NIS                    | Industrie pétrolière | NIIS    | 20,00     |
| Aerodrom Nikola Tesla  | Transport aérien     | AERO    | 15,30     |
| Komercijalna banka     | Banque               | KMBN    | 14,85     |
| Energoprojekt holding  | Construction         | ENHL    | 11,96     |
| Galenika Fitofarmacija | Produits chimiques   | FITO    | 7,19      |
| Soja protein           | Agroalimentaire      | SJPT    | 5,70      |
| AIK banka              | Banque               | AIKB    | 5,61      |
| Metalac                | Petit appareillage   | MTLC    | 4,68      |
| Alfa plam              | Petit appareillage   | ALFA    | 3,98      |
| Imlek                  | Agroalimentaire      | IMLK    | 3,83      |
| Messer Tehnogas        | Gaz                  | TGAS    | 3,74      |
| Jedinstvo Sevojno      | Construction         | JESV    | 2,29      |
| Goša montaža           | Petit appareillage   | GMON    | 0,86      |